# Hermann Wiener
Hermann Ludwig Gustav Wiener (Karlsruhe, 15 de maio de 1857 – Karlsruhe, 13 de junho de 1939) foi um matemático alemão.
Filho do matemático Christian Wiener, frequentou o ginásio em Karlsruhe e estudou matemática e ciências naturais a partir de 1876 na Technische Hochschule Karlsruhe (na época Polytechnikum), dentre outros com seu pai. A partir de 1879 estudou na Universidade Técnica de Munique com Felix Klein e Alexander von Brill, e a partir de 1881 na Universidade de Leipzig. Obteve um doutorado em Munique, orientado por Philipp Ludwig von Seidel e Gustav Conrad Bauer, com a tese Über Involutionen auf ebenen Kurven. Foi depois assistente de seu pai no Polytechnikum. Obteve a habilitação em 1885 na Universidade de Halle-Wittenberg (Rein geometrische Theorie der Darstellung binärer Formen durch Punktgruppen auf der Geraden), onde foi depois até 1894 Privatdozent. 
Em 1894 tornou-se professor de geometria na Universidade Técnica de Darmstadt, onde permaneceu até aposentar-se em 1927.
Em 1895 foi eleito membro da Academia Leopoldina. Em 1890 foi membro fundador da Associação dos Matemáticos da Alemanha.
Foi palestrante convidado do Congresso Internacional de Matemáticos em Heidelberg (1904: Entwicklung geometrischer Formen).

## Obras
- Sechs Abhandlungen über das Rechnen mit Spiegelungen, nebst Anwendungen auf die Geometrie der Bewegungen und auf die projektive Geometrie, Breitkopf und Härtel, Leipzig 1893.
- Über Grundlagen und Aufbau der Geometrie, Jahresbericht DMV, Bd. 1, 1892, S. 45–48,Weiteres über Grundlagen und Aufbau der Geometrie, Jahresbericht DMV, Bd. 3, 1894, S. 70–80
- Die Einteilung der ebenen Kurven und Kegel dritter Ordnung, M. Schilling, Halle 1901